# Hyllisia niveovittata
Hyllisia niveovittata är en skalbaggsart som beskrevs av Aurivillius 1910. Hyllisia niveovittata ingår i släktet Hyllisia och familjen långhorningar.
Artens utbredningsområde är Kenya. Inga underarter finns listade i Catalogue of Life.